# 전성수 (축구 선수)
전성수(2000년 7월 13일 ~ )는 대한민국의 축구 선수이다. 포지션은 공격수이다. 현재 K리그2 성남 FC에서 뛰고 있다.